# Иванченко, Леонид Андреевич
Леони́д Андре́евич Ива́нченко (9 июня 1942, Ростов-на-Дону — 28 марта 2016, там же) — советский и российский государственный деятель, председатель Ростовского областного совета (1990—1991), депутат Государственной думы второго, третьего и четвёртого созыва (1995—2007).

## Биография

### Образование и производственная карьера
В 1960 году окончил Ростовский радиотехникум, в 1969 году — Ростовский институт сельскохозяйственного машиностроения, в 1984 году — Академию общественных наук (АОН) при ЦК КПСС, доктор экономических наук, профессор.
- С 1960 по 1961 год работал на военном заводе производственного объединения (ПО) «Горизонт» (г. Ростов-на-Дону).
- В 1961—1964 годах прошел срочную службу в Советской Армии.
- С 1965 по 1973 год работал в ПО «Горизонт» в должностях от техника до ведущего конструктора.
- В 1992—1993 годах — генеральный директор АО «Светлана» (г. Ростов-на-Дону).

Вёл преподавательскую деятельность в ВУЗах Ростова-на-Дону. Являлся заведующим кафедрой менеджмента Ростовского института (филиала) Российского государственного торгово-экономического университета.
Доктор экономических наук, профессор Ростовского университета.
Автор учебных пособий по теории и практике менеджмента и программно-целевому планированию.

### Политическая деятельность
С 1973 года работал в Октябрьском районном комитете КПСС и исполнительном комитете Октябрьского районного Совета г. Ростова-на-Дону.
- 1980—1982  гг. — заведующий отделом Ростовского областного комитета КПСС,
- 1984—1986 гг. — председатель исполнительного комитета Ростовского городского Совета народных депутатов,
- 1986—1989 гг. — секретарь, второй секретарь Ростовского областного комитета КПСС,
- 1989—1990 гг. — председатель исполнительного комитета Ростовского областного Совета,
- 1990—1991 гг. — председатель Ростовского областного Совета народных депутатов[6].

С 1993 года  — первый секретарь Ростовского областного комитета КПРФ, член ЦК КПРФ, с 1995 года — член Президиума ЦК КПРФ. Избирался председателем Ростовского областного отделения общероссийского общественного движения «Народно-патриотический союз России», членом Координационного совета НПСР.
Избирался депутатом Верховного Совета РСФСР  10-го и 11-го созывов (1980, 1985). 18 марта 1990 года был избран народным депутатом РФ (1990−1993), работал в различных комитетах Верховного Совета РФ, входил в депутатскую фракцию «Коммунисты России».
12 декабря 1993 года был избран депутатом Совета Федерации, являлся членом Комитета по вопросам экономической реформы, собственности и имущественным отношениям.
17 декабря 1995 года был избран депутатом Государственной Думы РФ второго созыва по федеральному списку избирательного объединения КПРФ, был членом фракции КПРФ, председателем Комитета по делам Федерации и региональной политике.
19 декабря 1999 года был избран в Государственную Думу РФ третьего созыва вновь по федеральному списку избирательного объединения КПРФ, был членом фракции КПРФ, председателем Комитета по делам Федерации и региональной политике, в апреле 2002 года, после изменения пакетного соглашения между фракциями о разделе руководящих постов в комитетах, оставил пост председателя и стал членом этого комитета.
7 декабря 2003 года был избран в Государственную Думу РФ четвёртого созыва также по федеральному списку избирательного объединения КПРФ, первоначально входил в состав фракции КПРФ, был председателем Ростовского областного общественного комитета в защиту Конституции (1993), членом Ростовского областного комитета КПРФ.
Член ЦК КПРФ, член Президиума ЦК КПРФ (1995—2004), заместитель председателя ЦК КПРФ (2000—2004).
Л. А. Иванченко являлся представителем радикально-оппозиционного крыла КПРФ. В 2004 году вошел в состав группы под руководством Тихонова В. И., попытавшейся сместить Г. Зюганова. В итоге это крыло отделилось от КПРФ, а Л. А. Иванченко был избран заместителем председателя Политбюро ЦК Всероссийской Коммунистической партии будущего.
Похоронен 30 марта 2016 года в Ростове-на-Дону.

## Награды
- Орден «Знак Почета»
- Медаль «За доблестный труд»

## Семья и увлечения
Был женат, имеет дочь. Увлечения: произведения Шекспира, музыка, художественная фотография, волейбол.